# Tony Awards de 2025
A 78.ª cerimônia anual do Tony Awards (no original em inglês: 78th Annual Tony Awards) foi realizada em 8 de junho de 2025, no Radio City Music Hall, na cidade de Nova Iorque, nos Estados Unidos, para reconhecer as melhores produções da Broadway de 2024–25. A cerimônia foi transmitida pela CBS e em streaming pelo Paramount+, com apresentação da atriz Cynthia Erivo.

## Vencedores e indicados
Os indicados foram anunciados em 1 de maio de 2025 por Sarah Paulson e Wendell Pierce. Buena Vista Social Club, Death Becomes Her e Maybe Happy Ending lideraram com 10 indicações cada. Dead Outlaw, John Proctor Is the Villain, Sunset Boulevard e The Hills of California vieram em seguida, com sete indicações cada.
|   | Indica o(s) vencedor(es) de cada categoria.                           |
| ‡ | Indica que o prêmio é entregue ao(s) produtor(es) da peça ou musical. |

| Melhor Peça ‡ | Melhor Musical ‡ |
| --- | --- |
| Purpose - English - The Hills of California - John Proctor Is the Villain - Oh, Mary! | Maybe Happy Ending - Buena Vista Social Club - Dead Outlaw - Death Becomes Her - Operation Mincemeat |
| Melhor Revival de Peça ‡ | Melhor Revival de Musical ‡ |
| Eureka Day - Thornton Wilder's Our Town - Romeo + Juliet - Yellow Face | Sunset Boulevard - Floyd Collins - Gypsy - Pirates! The Penzance Musical |
| Melhor Ator em Peça | Melhor Atriz em Peça |
| Cole Escola – Oh, Mary! como Mary Todd Lincoln - George Clooney – Good Night, and Good Luck como Edward R. Murrow - Jon Michael Hill – Purpose como Nazareth "Naz" Jasper - Daniel Dae Kim – Yellow Face como DHH - Harry Lennix – Purpose como Solomon "Sonny" Jasper - Louis McCartney – Stranger Things: The First Shadow como Henry Creel | Sarah Snook – The Picture of Dorian Gray como Dorian Gray, et al. - Laura Donnelly – The Hills of California como Veronica / Joan - Mia Farrow – The Roommate como Sharon - LaTanya Richardson Jackson – Purpose como Claudine Jasper - Sadie Sink – John Proctor Is the Villain como Shelby Holcomb                                                                                 |
| Melhor Ator em Musical | Melhor Atriz em Musical |
| Darren Criss – Maybe Happy Ending como Oliver - Andrew Durand – Dead Outlaw como Elmer McCurdy - Tom Francis – Sunset Boulevard como Joe Gillis - Jonathan Groff – Just in Time como Bobby Darin - James Monroe Iglehart – A Wonderful World como Louis Armstrong - Jeremy Jordan – Floyd Collins como Floyd Collins                          | Nicole Scherzinger – Sunset Boulevard como Norma Desmond - Megan Hilty – Death Becomes Her como Madeline Ashton - Audra McDonald – Gypsy como Rose - Jasmine Amy Rogers – Boop! The Musical como Betty Boop - Jennifer Simard – Death Becomes Her como Helen Sharp |
| Melhor Ator Coadjuvante em Peça | Melhor Atriz Coadjuvante em Peça |
| Francis Jue – Yellow Face como HYH, et al. - Glenn Davis – Purpose como Solomon "Junior" Jasper - Gabriel Ebert – John Proctor Is the Villain como Mr. Carter Smith - Bob Odenkirk – Glengarry Glen Ross como Shelly Levene - Conrad Ricamora – Oh, Mary! como Marido de Mary                                                                 | Kara Young – Purpose como Aziza Houston - Tala Ashe – English como Elham - Jessica Hecht – Eureka Day como Suzanne - Marjan Neshat – English como Marjan - Fina Strazza – John Proctor Is the Villain como Beth Powell |
| Melhor Ator Coadjuvante em Musical | Melhor Atriz Coadjuvante em Musical |
| Jak Malone – Operation Mincemeat como Hester Leggatt e outros - Brooks Ashmanskas – Smash como Nigel Davies - Jeb Brown – Dead Outlaw como Bandleader / Walter Jarrett - Danny Burstein – Gypsy como Herbie - Taylor Trensch – Floyd Collins como Skeets Miller                                                                               | Natalie Venetia Belcon – Buena Vista Social Club como Omara Portuondo (adulta) - Julia Knitel – Dead Outlaw como Helen McCurdy / Maggie Johnson / Millicent Esper - Gracie Lawrence – Just in Time como Connie Francis - Justina Machado – Real Women Have Curves como Carmen Garcia - Joy Woods – Gypsy como Louise                                                                 |
| Melhor Direção em Peça | Melhor Direção em Musical |
| Sam Pinkleton – Oh, Mary! - Knud Adams – English - Sam Mendes – The Hills of California - Danya Taymor – John Proctor Is the Villain - Kip Williams – The Picture of Dorian Gray | Michael Arden – Maybe Happy Ending - Saheem Ali – Buena Vista Social Club - David Cromer – Dead Outlaw - Christopher Gattelli – Death Becomes Her - Jamie Lloyd – Sunset Boulevard |
| Melhor Roteiro em Musical | |
| Will Aronson e Hue Park – Maybe Happy Ending - David Cumming, Felix Hagan, Natasha Hodgson e Zoë Roberts – Operation Mincemeat - Itamar Moses – Dead Outlaw - Marco Pennette – Death Becomes Her - Marco Ramirez – Buena Vista Social Club | Maybe Happy Ending – Will Aronson (música e letra) e Hue Park (letra) - Dead Outlaw – Erik Della Penna e David Yazbek (música e letra) - Death Becomes Her – Noel Carey e Julia Mattison (música e letra) - Operation Mincemeat – David Cumming, Felix Hagan, Natasha Hodgson e Zoë Roberts (música e letra) - Real Women Have Curves – Joy Huerta e Benjamin Velez (música e letra) |
| Melhor Cenografia em Peça | Melhor Cenografia em Musical |
| Miriam Buether e 59 Productions – Stranger Things: The First Shadow - David Bergman e Marg Horwell – The Picture of Dorian Gray - Marsha Ginsberg – English - Rob Howell – The Hills of California - Scott Pask – Good Night, and Good Luck                                                                                                   | Dane Laffrey e George Reeve – Maybe Happy Ending - Rachel Hauck – Swept Away - Arnulfo Maldonado – Buena Vista Social Club - Derek McLane – Death Becomes Her - Derek McLane – Just in Time |
| Melhor Figurino em Peça | Melhor Figurino em Musical |
| Marg Horwell – The Picture of Dorian Gray - Brenda Abbandandolo – Good Night, and Good Luck - Rob Howell – The Hills of California - Holly Pierson – Oh, Mary! - Brigitte Reiffenstuel – Stranger Things: The First Shadow | Paul Tazewell – Death Becomes Her - Dede Ayite – Buena Vista Social Club - Gregg Barnes – Boop! The Musical - Clint Ramos – Maybe Happy Ending - Catherine Zuber – Just in Time |
| Melhor Design de Luz em Peça | Melhor Design de Luz em Musical |
| Jon Clark – Stranger Things: The First Shadow - David Bengali e Heather Gilbert – Good Night, and Good Luck - Natasha Chivers – The Hills of California - Natasha Katz e Hannah Wasileski – John Proctor Is the Villain - Nick Schlieper – The Picture of Dorian Gray                                                                         | Jack Knowles – Sunset Boulevard - Tyler Micoleau – Buena Vista Social Club - Ben Stanton – Maybe Happy Ending - Ruey Horng Sun e Scott Zielinski – Floyd Collins - Justin Townsend – Death Becomes Her |
| Melhor Design de Som em Peça | Melhor Design de Som em Musical |
| Paul Arditti – Stranger Things: The First Shadow - Palmer Hefferan – John Proctor Is the Villain - Daniel Kluger – Good Night, and Good Luck - Nick Powell – The Hills of California - Clemence Williams – The Picture of Dorian Gray | Jonathan Deans – Buena Vista Social Club - Adam Fisher – Sunset Boulevard - Peter Hylenski – Just in Time - Peter Hylenski – Maybe Happy Ending - Dan Moses Schreier – Floyd Collins |
| Melhor Coreografia | Melhor Orquestração |
| Patricia Delgado e Justin Peck – Buena Vista Social Club - Joshua Bergasse – Smash - Camille A. Brown – Gypsy - Christopher Gattelli – Death Becomes Her - Jerry Mitchell – Boop! The Musical | Marco Paguia – Buena Vista Social Club - Will Aronson – Maybe Happy Ending - Bruce Coughlin – Floyd Collins - David Cullen e Andrew Lloyd Webber – Sunset Boulevard - Andrew Resnick e Michael Thurber – Just in Time |